# Cela číslo 17
Cela číslo 17 je název pátého detektivního románu slovenského autora Dominika Dána z roku 2007.
Celý příběh je psán z několika pohledů. Jeden popisuje aktuální život Kamila Puskaliera, docenta na katedře matematiky a fyziky v Našem městě, jak tráví dlouhých 13 let v cele číslo 17 za vraždu své manželky Julie. Druhý pohled popisuje vzpomínky na dětství: jak byl v táboře, nebo jak každé prázdniny dobrovolně řešil matematiku s profesorem. Zároveň se v tomto pohledu dozvídáme jeho názory na dění okolo celého případu. Třetí pohled to vše sleduje z pozice oddělení vražd na policii.